# Ingenuidade
A ingenuidade é um traço de personalidade que se caracteriza pela inocência e faltas de malícia e experiência. É comum associar a ingenuidade à pureza de pensamento e à falta de conhecimento sobre as complexidades da vida. Refere-se a uma aparente ou real falta de experiência e sofisticação, muitas vezes descrevendo uma negligência do pragmatismo em favor do idealismo moral. 

## Etimologia
A palavra “ingenuidade” tem origem no latim “ingenuitas”, que significa “liberdade” ou "franqueza". O significado da palavra evoluiu para se referir à falta de malícia ou astúcia. A ingenuidade é muitas vezes associada à pureza de espírito e à falta de segundas intenções.

## Características
No uso cotidiano, a ingenuidade pode ser vista tanto como uma qualidade admirável quanto um ponto fraco, dependendo do contexto em que é aplicada. Uma pessoa ingênua é aquela que acredita facilmente nas palavras e ações dos outros, sem suspeitar de segundas intenções.
Pessoas ingênuas estão mais suscetíveis a serem enganadas ou manipuladas, pois confiam facilmente nas palavras e ações dos outros, sem senso crítico. Isso pode levar a situações de vulnerabilidade e a serem exploradas por pessoas mal-intencionadas.